# Afareaitu
Afareaitu – miasto w Polinezji Francuskiej, na wyspie Moorea. Według danych szacunkowych na rok 2008 liczy 3 321 mieszkańców.